# Позиционно-чувствительное устройство
Позиционно-чувствительное устройство (англ. Position Sensitive Device, PSD) или позиционно-чувствительный детектор (англ. Position Sensitive Detector, PSD) — оптический датчик, способный измерять положение светового пятна на поверхности датчика в одном или двух измерениях.
В соответствии со структурой позиционно-чувствительные устройства разделяют на два вида:
- устройства с однородной поверхностью датчика. Производят непрерывные (аналоговые) данные о положении в пространстве.
- устройства на базе множества дискретных сенсоров, упорядоченно расположенных на поверхности датчика. Производят дискретные (цифровые) данные о положении в пространстве.